# Erika Medina
Erika María Medina Pérez (Caracas, Venezuela, 6 de enero de 1975) es una actriz venezolana de televisión y teatro.

## Carrera
En 1990 hizo su debut en la telenovela De mujeres (1990), y luego apareció en la telenovela Kassandra (1992) dos años más tarde. Actualmente está casada con el actor Amílcar Rivero, con quien tiene tres hijos. Se retiró de las pantallas luego de su matrimonio, también egresó como abogada de la  Universidad Santa María. Su último papel fue en el cortometraje El chancecito (2004). Egresó como abogada de la Universidad Santa María.

## Filmografía

### Telenovelas
- Los Ultimos Héroes (1990)
- De mujeres (1990)
- El Desprecio (1991)
- Kassandra (1992-1993)
- Dulce Ilusión (1993)
- Alejandra (1994)
- Entrega Total (1995)
- Llovizna (1997)
- Mujercitas (1999)
- Juana La virgen (2002)

## Cortometraje
- El Chancecito (2004)